# Rectoria vella de la Figuera
La Rectoria vella de la Figuera és un edifici del municipi de la Figuera (Priorat) protegida com a bé cultural d'interès local.

## Descripció
És un edifici de paredat arrebossat cobert per teula i que és adossat a la paret sud de l'església parroquial. Té planta baixa, un pis i golfes. La façana principal, que és en angle, té la porta, dos balcons al pis i dues finestres a les golfes. L'element més interessant el constitueix la porta, dovellada, a la clau de la qual hi ha un cercle orlat amb els símbols de Jesús i Maria i coronat per una creu. Hi figura la data de 1746. A la porta hi ha un petit guardapols i unes bases motllurades.

## Història
L'edifici fou bastit amb anterioritat a l'església actual, el que permet suposar que el lloc que aquesta ocupa ja era utilitzat també per l'anterior. L'edifici fou ocupat pels successius rectors de la parròquia fins que l'edifici, massa vell, ha estat abandonat a causa del seu estat deficient. Hi ha el propòsit de procedir al seu arranjament.